# دیکسی اوانز
دیکسی اوانز (انگلیسی: Dixie Evans; ۲۸ اوت ۱۹۲۶ – ۳ اوت ۲۰۱۳) یک هنرپیشه اهل ایالات متحده آمریکا بود.